# Família Orbeliano
Os orbelianos (em armênio/arménio:  Օրբելյաններ; em georgiano:  ორბელები) da ascar de Siunique eram uma família nobre armênia, com uma longa história de influência política documentada em inscrições nas províncias de Vaiose Zor e Siunique, e registrada pelo historiador da família, bispo Estevão, em sua História de Siunique (1297).